# Conni Jonsson
Yngve Conni Jonsson, född 15 juli 1960 i Kuddby, är en svensk finansman.
Conni Jonsson studerade företagsekonomi på Linköpings universitet med examen 1984. Han arbetade därefter på Swedbank Robur och från 1987 på Investor.
År 1994 var han medgrundare till det av Investor majoritetsägda EQT Partners och var verkställande direktör för detta företag fram till 1 mars 2014, då han övergick till att bli dess  styrelseordförande.

## Utmärkelser
- H.M. Konungens medalj av guld i 12:e storleken i högblått band[1] (2025)